# Диплатинасамарий
Диплатинасамарий — бинарное неорганическое соединение, интерметаллид
платины и самария
с формулой SmPt2,
кристаллы.

## Получение
- Сплавление стехиометрических количеств чистых веществ:

{\displaystyle {\mathsf {2Pt+Sm\ {\xrightarrow {2170^{o}C}}\ SmPt_{2}}}}

## Физические свойства
Диплатинасамарий образует кристаллы
кубической сингонии,
пространственная группа F d3m,
параметры ячейки a = 0,766 нм, Z = 8,
структура типа магнийдимедь Cu2Mg (фаза Лавеса)
.
Соединение конгруэнтно плавится при температуре ≈2170°С.